# Colt Keith
Colten Thomas Keith (Zanesville, Ohio, 14 de agosto de 2001), más conocido como Colt Keith, es un jugador profesional estadounidense de béisbol que se desempeña en la posición de segunda base en Detroit Tigers, equipo de las Grandes Ligas de Béisbol (MLB).

## Carrera
En 2024, Keith hizo su debut en la MLB con el equipo Detroit Tigers, donde lleva jugando una temporada.